# Fettläuse
| Kalkseifen einzelner Fettsäuren, z. B. Calciumsalze |
| Calciumoleat, das Calciumsalz der Ölsäure.          |
| Calciumpalmitat, das Calciumsalz der Palmitinsäure. |
| Calciumstearat, das Calciumsalz der Stearinsäure.   |

Fettläuse (auch Seifenläuse) sind häufig anzutreffende Schmutzrückstände bei maschineller Textilwäsche. Sie entstehen primär aus Hautfett, das durch den Waschgang nicht vollständig gelöst werden konnte und auch nicht mit der Waschflotte abtransportiert wird, und bestehen wohl zumindest teilweise aus Kalkseife (Calcium-, teils auch Magnesiumsalze von Fettsäuren). Es bildet sich ein grauer, fettiger Belag, der in kleine Teilchen, die sog. Fettläuse, zerfällt. Neben Hautfett kommen als Verursacher auch Cremes bzw. Salben in Betracht, die auf der Haut angewendet werden.
Das Schmutzfett setzt sich nicht nur auf der Wäsche ab, sondern kann auch innerhalb der Waschmaschine einen Belag bilden.
Als Gegenmaßnahme werden eine graduelle Erhöhung der Waschtemperatur und der Waschmitteldosierung empfohlen.
In Waschmitteln sind bereits Enthärtungsmittel in einer Menge enthalten, die für durchschnittlich hartes Wasser ausreicht. Bei besonders hartem Wasser ist es ökologisch und ökonomisch sinnvoller, zur Wäsche spezielles, im Handel erhältliches Enthärtungsmittel hinzuzufügen, da durch eine relativ geringe Zugabe des Mittels eine größere Menge Waschmittel eingespart werden kann.
Auch können dem Waschvorgang spezielle Reinigungsmittel gegen groben Schmutz und Flecken zugesetzt werden.